# 2024-es NBA All Star-gála
A 2024-es NBA All Star-gála a 73. All Star-gála a National Basketball Association történetében. Az Indiana Pacers arénája, a Gainbridge Fieldhouse ad otthont az eseménynek, Indianapolis másodjára a rendezője a gálának, 1985 után. 2017 óta először visszatért a régi formátumhoz az esemény, amely szerint a két főcsoport két csapatot alkotott, nem egy drafton keresztül választottak a csapatkapitányok.

## All Star-gála

### Edzők
Doc Rivers, a Milwaukee Bucks edzője, lett a keleti főcsoport edzője, február 3-án. Ugyan a Boston Celtics csapata volt az első a főcsoportban, edzőjük, Joe Mazzulla, nem vezethette a csapatot, mert az előző évben is ő volt a keleti keret edzője. Nyugaton Chris Finch-et, a főcsoportelső Minnesota Timberwolves edzőjét választották ki, másnap.

### Keretek
Ahogy az megszokott lett, a csapatokat szavazásokon keresztül választották ki. A rajongók az NBA weboldalán szavazhattak, majd a sajtó és a jelenlegi NBA-játékosok is adtak le voksokat. A végső eredményben a rajongók szavazata 50%-ot, a sajtó szavazata 25%-ot és a játékosok szavazata is 25%-ot ért. A két hátvéd és a három csatár, akik a legtöbb szavazatot nyerték el, lettek a kezdők és a két főcsoportban legtöbb szavazatot kapó két játékos lettek a csapatkapitányok. A cserejátékosokat az edzők választották ki, saját csapataik játékosaira nem szavazhattak. Minden edző két hátvédet, három csatárt és még két játékost választhatott, majd ezeket a játékosokat kategóriákon belül rangsorolták.
A kezdőket január 25-én jelentették be. A keleti csapat hátvédjei Tyrese Haliburton (Indiana Pacers) és Damian Lillard (Milwaukee Bucks) lettek, második és nyolcadik All Star-szereplésükön. Jánisz Antetokúnmpo (Milwaukee Bucks) és Jayson Tatum (Boston Celtics) lettek a csatárok, nyolcadik és ötödik elismerésüket megkapva, míg a center, hetedjére Joel Embiid (Philadelphia 76ers) volt.
Nyugaton Luka Dončić (Dallas Mavericks) és Shai Gilgeous-Alexander (Oklahoma City Thunder) lettek a kiválasztott hátvédek, ötödjére és másodjára. A kezdő csatárok a Phoenix Suns játékosa, Kevin Durant és a Los Angeles Lakers alacsonybedobója, LeBron James lettek, tizennegyedik és húszadik elismerésüket megkapva. James húszadik szereplésével megdöntötte Kareem Abdul-Jabbar rekordját, amit a center 1989 óta tartott. Ezek mellett egyike lett azon kevés sportolónak az észak-amerikai sportok történetében, akik húsz All Star-mérkőzésre lettek kiválasztva (Gordie Howe jégkorongozó és Hank Aaron, Willie Mays, Stan Musial baseball-játékosok). A nyugati center a kétszeres MVP Nikola Jokić volt, hatodjára.
A cseréket február 1-én osztotta meg az NBA. A nyugati padon Devin Booker (Phoenix Suns; negyedjére), Stephen Curry (Golden State Warriors, tizedjére), Anthony Davis (Los Angeles Lakers, kilencedjére), Anthony Edwards (Minnesota Timberwolves, másodjára), Paul George (Los Angeles Clippers, kilencedjére), Kawhi Leonard (Los Angeles Clippers, hatodjára) és Karl-Anthony Towns (Minnesota Timberwolves, negyedjére) ülnek.
Keleten ezen játékosok Bam Adebayo (Miami Heat, harmadjára), Paolo Banchero (Orlando Magic, először), Jaylen Brown (Boston Celtics, harmadjára), Jalen Brunson (New York Knicks, először), Tyrese Maxey (Philadelphia 76ers, először), Donovan Mitchell (Cleveland Cavaliers, ötödjére) és Julius Randle (New York Knicks, harmadjára) voltak.
A keleten Joel Embiid és Julius Randle sérülése miatt helyüket Trae Young (Atlanta Hawks, harmadjára) és Scottie Barnes (Toronto Raptors, először) vette át.
| Poz.                                     | Játékos             | Csapat              | Szereplések |
| Kezdők                                   | Kezdők              | Kezdők              | Kezdők      |
| ---------------------------------------- | ------------------- | ------------------- | ----------- |
| G                                        | Tyrese Haliburton   | Indiana Pacers      | 2           |
| G                                        | Damian Lillard      | Milwaukee Bucks     | 8           |
| F                                        | Jánisz Antetokúnmpo | Milwaukee Bucks     | 8           |
| F                                        | Jayson Tatum        | Boston Celtics      | 5           |
| C                                        | Joel Embiid         | Philadelphia 76ers  | 7           |
| Cserék                                   |                     |                     |             |
| G                                        | Jalen Brunson       | New York Knicks     | 1           |
| G                                        | Tyrese Maxey        | Philadelphia 76ers  | 1           |
| G                                        | Donovan Mitchell    | Cleveland Cavaliers | 5           |
| F                                        | Jaylen Brown        | Boston Celtics      | 3           |
| F                                        | Paolo Banchero      | Orlando Magic       | 1           |
| F                                        | Julius Randle       | New York Knicks     | 3           |
| C                                        | Bam Adebayo         | Miami Heat          | 3           |
| G                                        | Trae Young          | Atlanta Hawks       | 3           |
| F                                        | Scottie Barnes      | Toronto Raptors     | 1           |
| Vezetőedző: Doc Rivers (Milwaukee Bucks) |                     |                     |             |

| Poz.                                             | Játékos                 | Csapat                 | Szereplések |
| Kezdők                                           | Kezdők                  | Kezdők                 | Kezdők      |
| ------------------------------------------------ | ----------------------- | ---------------------- | ----------- |
| G                                                | Luka Dončić             | Dallas Mavericks       | 5           |
| G                                                | Shai Gilgeous-Alexander | Oklahoma City Thunder  | 2           |
| F                                                | Kevin Durant            | Phoenix Suns           | 14          |
| F                                                | LeBron James            | Los Angeles Lakers     | 20          |
| C                                                | Nikola Jokić            | Denver Nuggets         | 6           |
| Cserék                                           |                         |                        |             |
| G                                                | Devin Booker            | Phoenix Suns           | 4           |
| G                                                | Stephen Curry           | Golden State Warriors  | 10          |
| G                                                | Anthony Edwards         | Minnesota Timberwolves | 2           |
| F                                                | Paul George             | Los Angeles Clippers   | 9           |
| F                                                | Kawhi Leonard           | Los Angeles Clippers   | 6           |
| F                                                | Karl-Anthony Towns      | Minnesota Timberwolves | 4           |
| C                                                | Anthony Davis           | Los Angeles Lakers     | 9           |
| Vezetőedző: Chris Finch (Minnesota Timberwolves) |                         |                        |             |

Sérülések
1. 1 2  Nem játszhatott sérülés miatt.[10]

1. ↑  Young Joel Embiid helyét vette át a keleti csapatban.[10]
2. ↑  Barnes Julius Randle helyét vette át a keleti csapatban.[10]

### A mérkőzés
| 2024. február 18. 20:00 (ET) | Nyugati főcsoport                        | 186–211   | Keleti főcsoport  | Gainbridge Fieldhouse, Indianapolis, Indiana Nézőszám: 17 251 Játékvezetők: Tony Brothers, Mark Lindsay, Derrick Collins |
| 2024. február 18. 20:00 (ET) | (47–53, 42–51, 47–56, 50–51) Jegyzőkönyv |           |                   | Gainbridge Fieldhouse, Indianapolis, Indiana Nézőszám: 17 251 Játékvezetők: Tony Brothers, Mark Lindsay, Derrick Collins |
| 2024. február 18. 20:00 (ET) | Karl-Anthony Towns 50                    | Pont      | Damian Lillard 39 | Gainbridge Fieldhouse, Indianapolis, Indiana Nézőszám: 17 251 Játékvezetők: Tony Brothers, Mark Lindsay, Derrick Collins |
| 2024. február 18. 20:00 (ET) | Anthony Davies 8                         | Lepattanó | Paolo Banchero 9  | Gainbridge Fieldhouse, Indianapolis, Indiana Nézőszám: 17 251 Játékvezetők: Tony Brothers, Mark Lindsay, Derrick Collins |
| 2024. február 18. 20:00 (ET) | Nikola Jokić 9                           | Gólpassz  | Trae Young 7      | Gainbridge Fieldhouse, Indianapolis, Indiana Nézőszám: 17 251 Játékvezetők: Tony Brothers, Mark Lindsay, Derrick Collins |

## További események

### Hírességek mérkőzése
| 2024. február 16. 19:00 (ET) | Team Shannon                             | 100–91    | Team Stephen A. | Lucas Oil Stadion, Indianapolis, Indiana |
| 2024. február 16. 19:00 (ET) | (22–26, 30–19, 20–26, 28–20) Jegyzőkönyv |           |                 | Lucas Oil Stadion, Indianapolis, Indiana |
| 2024. február 16. 19:00 (ET) | Micah Parsons 37                         | Pont      | CJ Stroud 31    | Lucas Oil Stadion, Indianapolis, Indiana |
| 2024. február 16. 19:00 (ET) | Micah Parsons 16                         | Lepattanó | Tristan Jass 10 | Lucas Oil Stadion, Indianapolis, Indiana |
| 2024. február 16. 19:00 (ET) | Puka Nacua 4                             | Gólpassz  | Tristan Jass 6  | Lucas Oil Stadion, Indianapolis, Indiana |

| Játékos                                               | Háttere          |
| ----------------------------------------------------- | ---------------- |
| Micah Parsons                                         | NFL-játékos      |
| Conor Daly                                            | autóversenyző    |
| Quincy Isaiah                                         | színész          |
| Jewell Loyd                                           | WNBA-játékos     |
| Kai Cenat                                             | streamer         |
| Dylan Wang                                            | színész          |
| Lilly Singh                                           | színész          |
| Sir                                                   | énekes/dalszerző |
| Walker Hayes                                          | country énekes   |
| Anuel AA (2)                                          | énekes           |
| Puka Nacua                                            | NFL-játékos      |
| Vezetőedző: Shannon Sharpe (visszavonult NFL-játékos) |                  |
| Asszisztens edző: 50 Cent (rapper és színész)         |                  |

| Játékos                                                           | Háttere                   |
| ----------------------------------------------------------------- | ------------------------- |
| Jennifer Hudson                                                   | színész, producer         |
| Metta Sandiford-Artest                                            | visszavonult NBA-játékos  |
| Jack Ryan                                                         | internetes személyiség    |
| AJ McLean                                                         | énekes                    |
| C. J. Stroud                                                      | NFL-játékos               |
| Kwame Onwuachi                                                    | szakács                   |
| Natasha Cloud                                                     | WNBA-játékos              |
| Adam Blackstone                                                   | zenész                    |
| Gianmarco Tamberi (2)                                             | olimpiai bajnok magasugró |
| Tristan Jass                                                      | Youtuber                  |
| Mecole Hardman                                                    | NFL-játékos               |
| Vezetőedző: Stephen A. Smith (televíziós személyiség és szakértő) |                           |
| Asszisztens edző: Lil Wayne (rapper és dalszerző)                 |                           |
| Asszisztens edző: A’ja Wilson (WNBA-játékos)                      |                           |

### Rising Stars Challenge
| Poz.                                                       | Játékos            | Csapat                | Típus     |
| ---------------------------------------------------------- | ------------------ | --------------------- | --------- |
| F                                                          | Victor Wembanyama  | San Antonio Spurs     | Újonc     |
| F                                                          | Brandon Miller     | Charlotte Hornets     | Újonc     |
| F                                                          | Jaime Jaquez Jr.   | Miami Heat            | Újonc     |
| F                                                          | Jabari Smith Jr.   | Houston Rockets       | Másodedző |
| G                                                          | Brandin Podziemski | Golden State Warriors | Újonc     |
| G                                                          | Cason Wallace      | Oklahoma City Thunder | Újonc     |
| G                                                          | Bilal Coulibaly    | Washington Wizards    | Újonc     |
| Tiszteletbeli edző: Pau Gasol                              |                    |                       |           |
| Vezetőedző: Micah Nori (a Timberwolves asszisztens edzője) |                    |                       |           |

| Poz.                                 | Játékos            | Csapat                 | Típus     |
| ------------------------------------ | ------------------ | ---------------------- | --------- |
| F                                    | Paolo Banchero     | Orlando Magic          | Másodéves |
| F                                    | Keegan Murray      | Sacramento Kings       | Másodéves |
| G                                    | Jaden Ivey         | Detroit Pistons        | Másodéves |
| G                                    | Dyson Daniels      | New Orleans Pelicans   | Másodéves |
| G                                    | Vince Williams Jr. | Memphis Grizzlies      | Másodéves |
| G                                    | Scoot Henderson    | Portland Trail Blazers | Újonc     |
| G                                    | Keyonte George     | Utah Jazz              | Újonc     |
| C                                    | Jalen Duren        | Detroit Pistons        | Másodéves |
| Tiszteletbeli edző: Tamika Catchings |                    |                        |           |
| Vezetőedző: Elston Turner            |                    |                        |           |

| Pos.                           | Játékos            | Csapat                 | Típus     |
| ------------------------------ | ------------------ | ---------------------- | --------- |
| F                              | Chet Holmgren      | Oklahoma City Thunder  | Újonc     |
| F                              | Dereck Lively II   | Dallas Mavericks       | Újonc     |
| F                              | Jeremy Sochan      | San Antonio Spurs      | Másodéves |
| G                              | Jalen Williams     | Oklahoma City Thunder  | Másodéves |
| G                              | Bennedict Mathurin | Indiana Pacers         | Másodéves |
| G                              | Shaedon Sharpe     | Portland Trail Blazers | Másodéves |
| G                              | Jordan Hawkins     | New Orleans Pelicans   | Újonc     |
| C                              | Walker Kessler     | Utah Jazz              | Másodéves |
| Tiszteletbeli edző: Jalen Rose |                    |                        |           |
| Vezetőedző: Joe Prunty         |                    |                        |           |

| Poz.                                | Játékos          | Csapat               | Típus     |
| ----------------------------------- | ---------------- | -------------------- | --------- |
| F                                   | Izan Almansa     | G-League Ignite      | Reménység |
| F                                   | Matas Buzelis    | G-League Ignite      | Reménység |
| F                                   | Ron Holland      | G-League Ignite      | Reménység |
| F                                   | Tyler Smith      | G-League Ignite      | Reménység |
| F                                   | Oscar Tshiebwe   | Indiana Mad Ants     | Reménység |
| F                                   | Emoni Bates      | Cleveland Charge     | Reménység |
| G                                   | Mac McClung      | Osceola Magic        | Reménység |
| G                                   | Alondes Williams | Sioux Falls Skyforce | Reménység |
| Tiszteletbeli edző: Detlef Schrempf |                  |                      |           |
| Vezetőedző: Patrick Mutombo         |                  |                      |           |

|  | Elődöntő    | Elődöntő    |            |    | Döntő | Döntő |
|  |             |             |            |    |       |       |
|  |             |             |            |    |       |       |
|  |             |             |            |    |       |       |
|  | Team Jalen  | 40          |            |    |       |       |
|  | Team Jalen  | 40          |            |    |       |       |
|  | Team Tamika | 35          |            |    |       |       |
|  | Team Tamika | 35          | Team Jalen | 25 |       |       |
|  |             |             | Team Jalen | 25 |       |       |
|  |             | Team Detlef | 13         |    |       |       |
|  | Team Detlef | Team Detlef | 13         | 41 |       |       |
|  | Team Detlef |             |            | 41 |       |       |
|  | Team Pau    | 36          |            |    |       |       |
|  | Team Pau    | 36          |            |    |       |       |

### Skills Challenge
| Poz. | Játékos            | Csapat         |
| ---- | ------------------ | -------------- |
| G    | Tyrese Haliburton  | Indiana Pacers |
| F    | Bennedict Mathurin | Indiana Pacers |
| C    | Myles Turner       | Indiana Pacers |

| Poz. | Játékos           | Csapat                 |
| ---- | ----------------- | ---------------------- |
| F    | Paolo Banchero    | Orlando Magic          |
| G    | Anthony Edwards   | Minnesota Timberwolves |
| F    | Victor Wembanyama | San Antonio Spurs      |

| Poz. | Játékos        | Csapat             |
| ---- | -------------- | ------------------ |
| F    | Scottie Barnes | Toronto Raptors    |
| G    | Tyrese Maxey   | Philadelphia 76ers |
| G    | Trae Young     | Atlanta Hawks      |

### Hárompontos verseny
| Poz. | Játékos            | Csapat                 | Magasság | Súly     | Első forduló (Döntő dobás) | Utolsó forduló |
| ---- | ------------------ | ---------------------- | -------- | -------- | -------------------------- | -------------- |
| G    | Damian Lillard     | Milwaukee Bucks        | 188 cm   | 88,5 kg  | 26 (16)                    | 26             |
| G    | Trae Young         | Atlanta Hawks          | 185 cm   | 74,4 kg  | 26 (15)                    | 24             |
| C    | Karl-Anthony Towns | Minnesota Timberwolves | 213 cm   | 112,5 kg | 26 (16)                    | 24             |
| G    | Tyrese Haliburton  | Indiana Pacers         | 196 cm   | 83,9 kg  | 26 (12)                    | Nem szerepelt  |
| F    | Lauri Markkanen    | Utah Jazz              | 213 cm   | 108,9 kg | 25                         | Nem szerepelt  |
| G    | Jalen Brunson      | New York Knicks        | 188 cm   | 86,2 kg  | 24                         | Nem szerepelt  |
| G    | Donovan Mitchell   | Cleveland Cavaliers    | 191 cm   | 97,5 kg  | 21                         | Nem szerepelt  |
| G    | Malik Beasley      | Milwaukee Bucks        | 193 cm   | 84,8 kg  | 20                         | Nem szerepelt  |

### Stephen vs. Sabrina
Stephen Curry és Sabrina Ionescu részt vettek egy hárompontos-versenyen február 17-én, mindkét játékos az NBA hárompontos vonala mögül dobott, de Curry NBA, Ionescu Women’s National Basketball Association méretű labdával.
| Poz. | Játékos         | Csapat                | Magasság | Súly    | Eredmény |
| ---- | --------------- | --------------------- | -------- | ------- | -------- |
| G    | Stephen Curry   | Golden State Warriors | 188 cm   | 83,9 kg | 29       |
| G    | Sabrina Ionescu | New York Liberty      | 180 cm   | 74,8 kg | 26       |

### Slam Dunk Contest
| Poz. | Játékos          | Csapat                    | Magasság | Súly     | Első forduló     | Utolsó forduló   |
| ---- | ---------------- | ------------------------- | -------- | -------- | ---------------- | ---------------- |
| G    | Mac McClung      | Osceola MagicNBA G-League | 188 cm   | 83,9 kg  | 97,4 (48+49,4)   | 98,8 (48,8+50)   |
| G    | Jaylen Brown     | Boston Celtics            | 198 cm   | 101,2 kg | 96,4 (48,8+47,6) | 97,8 (48,6+49,2) |
| F    | Jacob Toppin     | New York Knicks           | 203 cm   | 90,7 kg  | 95 (47,8+47,2)   | Nem szerepelt    |
| F    | Jaime Jaquez Jr. | Miami Heat                | 198 cm   | 102,1 kg | 94,2 (47,4+46,8) | Nem szerepelt    |